# 卡尼亚达德尔奥约
卡尼亚达德尔奥约，是西班牙卡斯蒂利亚-拉曼恰昆卡省的一个市镇。总面积90平方公里，总人口335人（2001年），人口密度4人/平方公里。